# اوا دژیزکا
اِوا دژیزکا (لهستانی: Ewa Drzyzga؛ زادهٔ دسامبر ۱۹۶۷) روزنامه‌نگار اهل لهستان است. او از سال ۲۰۱۷ مجری برنامهٔ پزشکی ۳۶٬۶ سانتی‌گراد در شبکهٔ تلویزیونی تی‌وی‌ان است.
از فیلم‌ها یا مجموعه‌های تلویزیونی که وی در آن‌ها نقش داشته است، می‌توان به صبح بخیر تی‌وی‌ان، مایکا، پرستار کودک و در خیابان سپولنی اشاره نمود.